# Стегер (Іллінойс)
Стегер (англ. Steger) — селище (англ. village) в США, в округах Вілл і Кук штату Іллінойс. Населення — 9584 особи (2020).

## Географія
Стегер розташований за координатами 41°28′20″ пн. ш. 87°37′4″ зх. д. / 41.47222° пн. ш. 87.61778° зх. д. (41.472248, -87.617710).  За даними Бюро перепису населення США в 2010 році селище мало площу 8,95 км², уся площа — суходіл.

## Демографія
Згідно з переписом 2010 року, у селищі мешкало 9570 осіб у 3856 домогосподарствах у складі 2396 родин. Густота населення становила 1070 осіб/км².  Було 4141 помешкання (463/км²).
Расовий склад населення:
| - 71,6 % — білих - 19,5 % — чорних або афроамериканців - 1,0 % — азіатів - 0,3 % — корінних американців - 4,5 % — осіб інших рас |

До двох чи більше рас належало 3,1 %. Частка іспаномовних становила 14,2 % від усіх жителів.
За віковим діапазоном населення розподілялося таким чином: 25,0 % — особи молодші 18 років, 63,0 % — особи у віці 18—64 років, 12,0 % — особи у віці 65 років та старші. Медіана віку мешканця становила 36,6 року. На 100 осіб жіночої статі у селищі припадало 95,0 чоловіків;  на 100 жінок у віці від 18 років та старших — 92,9 чоловіків також старших 18 років.
Середній дохід на одне домашнє господарство  становив 58 036 доларів США (медіана — 43 118), а середній дохід на одну сім'ю — 73 971 долар (медіана — 62 813). Медіана доходів становила 43 816 доларів для чоловіків та 37 942 долари для жінок. За межею бідності перебувало 17,7 % осіб, у тому числі 25,7 % дітей у віці до 18 років та 14,7 % осіб у віці 65 років та старших.
Цивільне працевлаштоване населення становило 4639 осіб. Основні галузі зайнятості: освіта, охорона здоров'я та соціальна допомога — 26,6 %, роздрібна торгівля — 14,3 %, виробництво — 13,2 %.